# Jan IV Bretoński
Jan IV de Montfort (ur. 1295, zm. 16 września 1345 w zamku Hennebont) – książę Bretanii, hrabia de Montfort, czwarty syn księcia Artura II, a pierwszy z jego drugą żoną Jolantą, hrabiną de Montfort, córką Roberta IV, hrabiego de Dreux.
Po śmierci matki w 1322 r. został hrabią de Montfort. W 1329 r. w Chartres poślubił Joannę Flandryjską (ok. 1295 - wrzesień 1374), córkę Ludwika Flandryjskiego, hrabiego de Nevers, i Joanny, córki Hugona IV, hrabiego Rethel. Jan i Joanna mieli razem syna i córkę:
- Jan V Zdobywca (1340 - 1 listopada 1399), książę Bretanii
- Joanna (1341 - po 20 października 1399), żona Ralpha Basseta, 4. barona Basset de Drayton

Herb Jana IV

W 1341 r. zmarł bezpotomnie najstarszy brat Jana, książę Jan III Dobry. Jego śmierć przypadła na początek wojny stuletniej między Anglią a Francją. Rozpoczęła się też wojna o sukcesję bretońską. Francuzi wysunęli kandydaturę Joanny de Penthievre i jej męża Karola de Blois. Joanna była córką Gwidona, drugiego syna Artura II. Anglicy wysunęli natomiast kandydaturę właśnie Jana de Montfort, który ogłosił się księciem Bretanii jako "Jan IV". Od króla Anglii Edwarda III otrzymał parowski tytuł hrabiego Richmond.
Opanowanie Bretanii było jednak trudnym zadaniem. Większość bretońskiej szlachty poparła Karola. Janowi udało się jednak opanować Nantes. W Limoges zagarnął książęce skarby. W połowie sierpnia opanował większość Bretanii, w tym trzy najważniejsze miasta - Nantes, Rennes i Vannes. Na tym skończyły się sukcesy Jana. W październiku 1341 r. przegrał bitwę z Karolem pod Champtoceaux. Schronił się w Nantes, skąd wygnali go mieszczanie. Karol zaproponował mu rozmowy pokojowe, ale gdy te nie przyniosły rozstrzygnięcia rozkazał uwięzić przeciwnika.
Wojnę kontynuowała żona Jana, Joanna Flandryjska. W 1342 r. musiała jednak poprosić o pomoc Edwarda III. Ten wysłał wojska do Bretanii. Działania Edwarda zaniepokoiły Francuzów, którzy zaangażowali się bardziej w wojnę. Karol de Blois odbił Rennes i Vannes. 16 stycznia 1343 r. Anglicy i Francuzi zawarli rozejm. Miał on obowiązywać do 1346 r. W tym czasie zamierzano rozstrzygnąć sprawę sukcesji bretońskiej. 1 września Jan został uwolniony z więzienia.
Karol de Blois wkrótce wznowił wojnę i odnosił w niej coraz większe sukcesy. W marcu 1345 r. Jan uciekł do Anglii. Latem powrócił do Breotanii na czele angielskiej armii. W lipcu spróbował zdobyć Quimper, ale Karolowi udało się przełamać oblężenie. Jan wycofał się do Hennebont, gdzie zachorował. Zmarł tam 16 września 1345 r. Jego pretensje do Bretanii odziedziczył jego 4-letni synek, Jan.